# 日当山町
日当山町（ひなたやまちょう）は、鹿児島県姶良郡にあった町。

## 歴史
- 1889年（明治22年）4月1日 - 町村制の施行により、桑原郡西光村、朝日村、嘉例川村、東郷村が合併して村制施行し、西襲山村（にしそのやまむら）が発足。
- 1897年（明治30年）4月1日 - 郡の統合により姶良郡に所属[1]。
- 1930年（昭和5年）1月1日 - 日当山村（ひなたやまむら）に改称。
- 1948年（昭和23年）11月1日 - 大字朝日が姶良郡隼人町に編入。
- 1950年（昭和25年）4月1日 - 姶良郡霧島村の一部（大字松永の大部分及び重久の一部）を編入。
- 1953年（昭和28年）5月3日 - 町制施行して日当山町が発足。
- 1954年（昭和29年）4月1日 - 姶良郡隼人町、清水村の一部と合併して隼人日当山町（はやとひなたやまちょう）を新設して消滅。